# Frank Kopania
Frank Kopania (* 1966 in Bad Oeynhausen) ist ein deutscher evangelischer Geistlicher. Seit Juli 2025 leitet er als Vizepräsident die Hauptabteilung Ökumene und Auslandsarbeit im Kirchenamt der EKD und ist durch das Amt der Auslandsbischof der Evangelischen Kirche in Deutschland, zudem ist er als Vizepräsident Leiter des Amtsbereichs der Union evangelischer Kirchen im Kirchenamt.

## Leben
Frank Kopania wuchs im Raum Gießen auf. Er studierte Evangelische Theologie, Philosophie und Politikwissenschaft. Die kirchlichen Examina legte er in der Evangelischen Kirche in Hessen und Nassau (EKHN) ab. Nach seiner Ordination war er von 1998 bis 2008 Pfarrer in Frohnhausen (Eder). 2008 ging er als Auslandspfarrer der EKD in die USA, wo er eine  deutsch-amerikanische Gemeinde an der St. Mark’s Lutheran Church (ELCA) in Miami aufbaute. Von 2011 bis 2013 war er Präsident der Deutschen Evangelisch-Lutherischen Konferenz in Nordamerika (DELKINA). 
2013 wurde Frank Kopania von der Kirchenleitung der Evangelischen Kirche in Hessen und Nassau zum Personalreferenten für den Pfarrdienst mit Dienstsitz in Darmstadt berufen. Von dort wechselte er 2018 als Oberkirchenrat und Leiter der Abteilung Auslandsarbeit in das Kirchenamt der EKD in Hannover. Von 2018 bis 2024 war Kopania stellvertretendes Ratsmitglied der Gemeinschaft Evangelischer Kirchen in Europa (GEKE) in Wien und gleichzeitig Mitglied im Governing Board der Konferenz Europäischer Kirchen (KEK) in Brüssel. Auf der Generalversammlung der KEK in Tallinn 2023 wurde er als Vizepräsident in das dreiköpfige Präsidium der KEK gewählt.
Seit 2019 ist Frank Kopania für die EKD Mitglied im Rundfunkrat der Deutschen Welle (DW).
Im März 2025 berief ihn der Rat der EKD unter Mitwirkung des Präsidiums der UEK und der Kirchenkonferenz der EKD mit Wirkung vom 1. Juli 2025 zum Auslandsbischof als Nachfolger von Petra Bosse-Huber, die in den Ruhestand geht. Damit leitet er die Hauptabteilung III Ökumene und Auslandsarbeit beim Kirchenamt der EKD. Zugleich ist er per Amt einer der Vizepräsidenten des Kirchenamtes sowie Leiter des Amtsbereichs der Union Evangelischer Kirchen (UEK) im Kirchenamt. Ebenso wurde ihm die Leitung des Referats 7.01 Grundsatzfragen übertragen.

## Werke
- mit Ines Flemmig: Wegweiser für Pfarrerinnen und Pfarrer im Probedienst.  Darmstadt: Evangelische Kirche in Hessen und Nassau 2017